# روکه ماسپولی
روکه ماسپولی (اسپانیایی: Roque Máspoli‎; ۱۲ اکتبر ۱۹۱۷ – ۲۲ فوریهٔ ۲۰۰۴) بازیکن و سرمربی فوتبال اهل اروگوئه بود.
از باشگاه‌هایی که در آن بازی کرده‌است می‌توان به باشگاه فوتبال لیورپول (مونته‌ویدئو)، باشگاه فوتبال پنیارول، باشگاه فوتبال ناسیونال اروگوئه و باشگاه فوتبال مونته‌ویدئو واندررز اشاره کرد.
وی همچنین در تیم ملی فوتبال اروگوئه بازی کرده‌است.